# Maxime Dufour-Lapointe
Maxime Dufour-Lapointe (ur. 9 lutego 1989 w Montrealu) – kanadyjska narciarka dowolna, specjalizująca się w jeździe po muldach. Startowała na igrzyskach olimpijskich w Soczi, gdzie zajęła dwunaste miejsce w jeździe po muldach; był to jej debiut olimpijski. Była też między innymi czwarta w jeździe po muldach na mistrzostwach świata w Kreischbergu. Najlepsze wyniki w Pucharze Świata osiągnęła w sezonie 2013/2014, kiedy to zajęła 13. miejsce w klasyfikacji generalnej, a w klasyfikacji jazdy po muldach była czwarta.
W dniu 23 stycznia 2016 roku zapisała się w księgach historii, stając na najniższym stopniu podium za swoimi młodszymi siostrami: Chloé i Justine. Było to pierwsze w historii podium złożone z rodzeństwa w zawodach organizowanych przez FIS.

## Osiągnięcia

### Igrzyska olimpijskie
| Miejsce | Dzień    | Rok  | Miejscowość | Konkurencja      | Zwycięzca               |
| ------- | -------- | ---- | ----------- | ---------------- | ----------------------- |
| 12.     | 8 lutego | 2014 | Soczi       | Jazda po muldach | Justine Dufour-Lapointe |

### Mistrzostwa świata
| Miejsce | Dzień       | Rok  | Miejscowość   | Konkurencja      | Zwycięzca               |
| ------- | ----------- | ---- | ------------- | ---------------- | ----------------------- |
| 12.     | 8 marca     | 2009 | Inawashiro    | Muldy podwójne   | Aiko Uemura             |
| 4.      | 18 stycznia | 2015 | Kreischberg   | Jazda po muldach | Justine Dufour-Lapointe |
| 9.      | 19 stycznia | 2015 | Kreischberg   | Muldy podwójne   | Hannah Kearney          |
| 16.     | 8 marca     | 2017 | Sierra Nevada | Jazda po muldach | Britteny Cox            |

### Puchar Świata

#### Miejsca w klasyfikacji generalnej
- sezon 2006/2007: 105.
- sezon 2007/2008: 59.
- sezon 2008/2009: 40.
- sezon 2009/2010: 43.
- sezon 2010/2011: 61.
- sezon 2011/2012: 50.
- sezon 2012/2013: 61.
- sezon 2013/2014: 13.
- sezon 2014/2015: 23.
- sezon 2015/2016: 35.
- sezon 2016/2017: 52.

#### Miejsca na podium w zawodach
1. Deer Valley – 11 stycznia 2014 (Jazda po muldach) – 3. miejsce
2. Inawashiro – 1 marca 2014 (Jazda po muldach) – 3. miejsce
3. La Plagne – 21 marca 2014 (Muldy podwójne) – 3. miejsce
4. Saint-Côme – 23 stycznia 2016 (Jazda po muldach) – 3. miejsce